# Kappaert
De Kappaert (ook: Kappaart) is een gehucht in het oosten van de Belgische gemeente Zwevegem. De Kappaert ligt aan de overzijde van het kanaal Kortrijk-Bossuit. De gehuchten van Zwevegem groeiden na de Tweede Wereldoorlog uit door de steeds toenemende bevolking. De Kappaert heeft zijn eigen school, kerk en verenigingen. De Stedestraat doorkruist het gehucht. Belangrijke straten: Stedestraat, Otegemstraat, Sint-Jozefstraat en de Kanaalweg. Door de aanwezigheid van de parochiekerk is de Kappaert sinds 1965 een zelfstandige parochie.

## Bezienswaardigheden

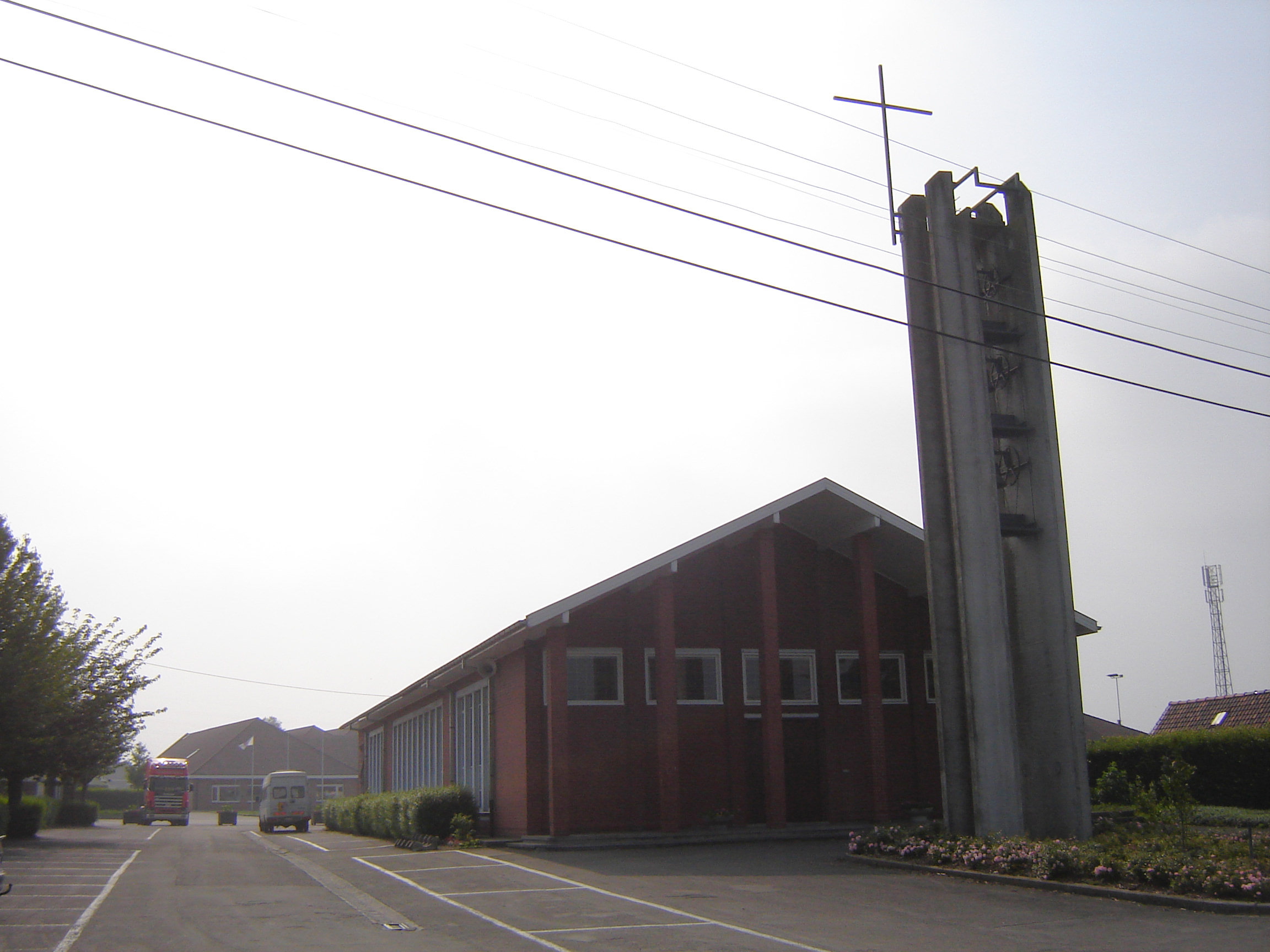
Sint-Jozef Werkmankerk

De Sint-Jozef Werkmankerk werd gebouwd in 1965. Deze diende als vervanging voor de houten noodkerk. Het is een moderne zaalkerk, ontworpen door architect Frits Matton. Het is een rechthoekige kerk met een centraal rechthoekig portaal. Voor de kerk staat de vrijstaande betonnen klokkentoren. Het interieur is bewust sober gehouden. Sedert 1 december 2020 werd het gebouw aan kerkdiensten onttrokken. Het wordt nu gebruikt als ontmoetingsruimte en polyvalente zaal. De klokken werden uit de betonnen contructie verwijderd.
In 2024 startte de bouw van Onderwijscampus Kappaert met de kunstacademie, buitengewoon lager onderwijs De Klim-Op en de naschoolse kinderopvang.
Deelgemeenten: Heestert · Moen · Otegem · Sint-Denijs · Zwevegem

Overige plaatsen: Kappaert · Zwevegem-Knokke

Belgische gemeenten · Arrondissement Kortrijk · West-Vlaanderen · Vlaanderen